# Koishite akuma: Vampire Boy
Koishite akuma: Vampire Boy (恋して悪魔〜ヴァンパイア☆ボーイ〜?, Koishite akuma: vanpaia bōi) è un dorama giapponese di 10 puntate andato in onda su Fuji TV nel 2009. La vicenda tratta di una storia "d'amore proibito" tra uno studente molto particolare e la sua sensei.

## Trama
Ruka è un giovane vampiro giunto nel mondo degli umani per imparare a succhiare il sangue; o meglio, deve succhiare il sangue della "donna del suo destino", quella che sarà destinata appunto a stargli accanto per l'eternità. Solo dopo aver provato per la prima volta il gusto del sangue potrà considerarsi un vero vampiro: se non ci riuscisse prima della luna nuova verrebbe condannato a scomparire e diventar polvere.
Viene aiutato e guidato nel suo compito da colui che lo ha reso a sua volta un vampiro: l'aveva trovato moribondo in riva ad un fiume e lì, per evitar che morisse, ne ha fatto il suo discepolo: succhiandogli il sangue l'ha strappato dalla morte umana per consegnarlo all'eternità dei non morti. A sua volta Ruka deve far lo stesso con colei che sentirà esser la sua compagna predestinata (la sola che riesce a fargli crescere i denti!).
Il ragazzo va a vivere in una famiglia fingendosi loro nipote ed inizia a frequentare la scuola locale; presto acquista fama e popolarità tra le compagne di classe, per il suo modo di fare oscuro e scontroso, il suo rifuggir la luce e vestirsi sempre di nero: il fascino del mistero aleggia su di lui.
Riuscirà Ruka ad ottener la vita eterna, quella lo manterrà eternamente giovane ma non morto, a scapito di una vita umana che esiste per poco tempo ma purtuttavia vive gioiosamente nella luce? La scelta diverrà ancora più difficile e complicata quando l'adolescente finirà per innamorarsi sempre più di quella che dovrebbe essere la sua vittima sacrificale, ovvero la sua giovane e bella insegnante d'inglese.

### Interpreti, personaggi

#### Vampiri
Yūma Nakayama - Ruka Kuromiya
Non ha ancora mai assaporato il gusto del sangue umano, e per questo viene inviato in mezzo agli uomini dal suo tutore, Kaito, per permettergli di trovar la sua "compagna". Cerca costantemente di evitare il sole indossando un cappuccio che gli copre gli occhi o un ombrello; può teletrasportarsi e possiede una forza sovrumana.
I suoi sentimenti, stando a contatto con gli esseri umani, cambiano sempre più; grazie anche all'aver scoperto la sua precedente identità umana: lui è difatti Ayumu, il fidanzato di liceo di Makoto morto annegato 10 anni prima.
Kondo Masahiko - Kaito
Inafferrabile e misterioso vampiro di 400 anni, fa da maestro a Ruka; pensa che gli umani sano solo cibo per vampiri.

#### Famiglia Shinjo
Shiro Ito - Jiro Shinjo
padre di Atsuko e proprietario d'un ristorante cinese.
Keiko Horiuchi - Atsuko Miura
madre di Shota, è vedova.
Shintarō Morimoto - Shota Miura
ragazzo allegro che aiuta nel negozio di famiglia, si affeziona a Ruka, che tratta come un fratello maggiore.

#### Corpo docente del liceo Koyo
Rosa Katō - Natsukawa Makoto
Sensei di Ruka, eroina della storia e giovane insegnante dello stesso liceo che ha frequentato come studentessa. Si rende sempre più conto che Ruka assomiglia in maniera inquietante al suo fidanzato morto.
Hitomi Takahashi - Fujii Sakiko Fujii
preside dell'istituto in cui lavora Makoto.
Nobuo Kyō - Masayuki Fujii
vicepreside, figlio din Sasiko e fidanzato di Makoto
Shoichi Watanuki - Inuzuka
insegnante di storia
Yuki Mashita - Nekota
Satoma Masaru - Kameda
insegnante di educazione fisica.
Shu Genjitsu - Saruwatari
insegnante di chimica.
Yoriko Uematsu
Kenji Domoto
Toshio Minami

#### Compagni di scuola di Ruka
Nanami Sakuraba - Shiori Takagi
membro del comitato del club drammatico della scuola, s'innamora a prima vista di Ruka. Una ragazza tranquilla ma che non ha timore di esprimere chiaramente la sua opinione a Makoto, quando s'accorge che tra lei e Ruka si sta instaurando un rapporto proibito.
Kento Nakajima - Hiroto Handa
luminoso e innocente, innamorato di Shiori ma non corrisposto, divien amico di Ruka, cercando di aiutarlo a conquistare il cuore della prof.
Jingi Irie - Naoki Matsuyama
l'intellettuale della classe, appassionato di occultismo e storie di vampiri.
Rei Okamoto - Uemura Tomomi
ragazza che prova a far la corte a Ruka
Taiga - Yoshioka Yuji
amico di Hiroto, sempre brillante, comico ed energico.
Minami Minegishi - Inaba Saki
Yuna Nishimura - Saito Eriko
Satsuki Moriyama - Shinagawa Yukari
miglior amica di Tonomi.
Kensuke Owada - Eguchi Takumi
Shōta Sometani - Oda Nobuteru
Sari Kobayashi - Kitamura Rika
Anzu Nagai - Okubo Chika
Rikako Sakata - Ueno Takako
Erika Niibo - Osaki Arisa
Riria Baba - Meguro Yuri
Riho Takada - Shibuya Ayako
Maya Okano - Otsuka Noriko
Chiaki Ozaki - Tabata Hanako
Erina Saito - Terakado Chacha
Rio Harada - Higo Nene
Ayako Yoshitani - Ueshima Ran
Yuki Yohei  - Uesugi Kenji
Isohata Hayato - Kato Kiyoharu
Kuwano Kosuke - Shimazu Yoshikazu
Ryo Yamada - Takeda Shinsuke
Toshiyuki Sometani - Masayuki
Takuya Ogata - Hojo Hiroyasu
Taiga Fukazawa - Maeda Toshiyasu
Shige Kasai - Mori Motoki

#### Ospiti
Yukihiro Takiguchi è un vampiro (ep1)
Chieko Ichikawa (ep2)
Yukiko Todo (ep2)
Tokiko Shinozuka (ep2)
Takao Kinoshita (ep2)
Daisuke Nagakura - Asai (ep3)
Hiroshi Uenoyama (ep5)
Ken Goto (ep5)
Saisuke Hibari (ep5)
Yoichi Kushima (ep5)
Yuki Yasutake (ep5)
Yū Yokoyama è Hades / Kobayakawa (ep8)
vampiro da 50 anni, s'introduce come insegnante fasullo al liceo di Ruka tentando di portargli via la "donna del suo destino".
Kira Kotoe è uno studente delle superiori (ep8)
Mao Shimizu - Kobayakawa Miho (ep8)
Yuki Umoto (ep10)
Sayaka Hiroshi (ep10)
Toshiya Tanaka (ep10)

## Episodi
| Nº | Giapponese 「Kanji」 - Rōmaji                                                  | In onda           | In onda |
| Nº | Giapponese 「Kanji」 - Rōmaji                                                  | Giapponese        |         |
| 1  | 「禁断の恋の始まり」 - Kindan no koi no hajimari                               | 7 luglio 2009     |         |
| 2  | 「恋のめざめは、血の匂い…」 - Koi no mezame wa, chi no nioi?                   | 14 luglio 2009    |         |
| 3  | 「牙が消えた? 切ない二人の夜」 - Kiba ga kie ta? setsunai ni nin no yoru       | 21 luglio 2009    |         |
| 4  | 「16歳のプロポーズと衝撃の事実」 - 16 sai no puropōzu to shōgeki no jijitsu    | 28 luglio 2009    |         |
| 5  | 「なぜ好きになってはいけない?」 - Naze suki ni natte wa ike nai?               | 4 agosto 2009     |         |
| 6  | 「俺は人間だった…!? 戻れない恋」 - Ore wa ningen datta?!? modore nai koi       | 11 agosto 2009    |         |
| 7  | 「禁断の恋と言われてもいい!!」 - Kindan no koi to iware te mo ii!!             | 18 agosto 2009    |         |
| 8  | 「最強の敵!! 暴かれた正体」 - Saikyō no teki!! abakare ta shōtai               | 25 agosto 2009    |         |
| 9  | 「さようなら愛しい人 吸血鬼の涙」 - Sayōnara itoshii hito kyūketsuki no namida | 1º settembre 2009 |         |
| 10 | 「初めてのキス、永遠の誓い」 - Hajimete no kisu, eien no chikai                | 8 settembre 2009  |         |